# Wasserturm Bremerhaven-Lehe (Langener Landstraße)
| Wasserturm Bremerhaven-Lehe (Langener Landstraße) | Wasserturm Bremerhaven-Lehe (Langener Landstraße) |
| Wasserturm                                        | Wasserturm                                        |
| Daten                                             | Daten                                             |
| ------------------------------------------------- | ------------------------------------------------- |
| Baujahr:                                          | 1885/86                                           |
| Turmhöhe:                                         | 38 m                                              |
| Volumen des Behälters:                            | 500 m³                                            |
| Stilllegung:                                      | 1996                                              |
| Ursprüngliche Nutzung:                            | Trinkwasserversorgung                             |

Der Wasserturm von Bremerhaven-Lehe an der Langener Landstraße – von den Einheimischen auch „Dickschädel“ genannt – ist der drittälteste von vier Wassertürmen auf heutigem Bremerhavener Gebiet. Siehe auch Liste der Wassertürme in Bremerhaven.
Das Bauwerk wurde 2013 unter Bremer Denkmalschutz gestellt.

## Bauwerk
Die Grundsteinlegung erfolgte am 20. Juni 1885. Im Folgejahr wurde der Wasserturm in Betrieb genommen.
Merkmal des runden Backsteingebäudes ist ein kräftig ausragender Turmkopf mit flachem Kegeldach. Der Turmkopf enthält einen eisernen Intze-Hochbehälter mit eingewölbtem Kugelboden. Sein Fassungsvermögen beträgt 500 Kubikmeter Wasser.

## Geschichte

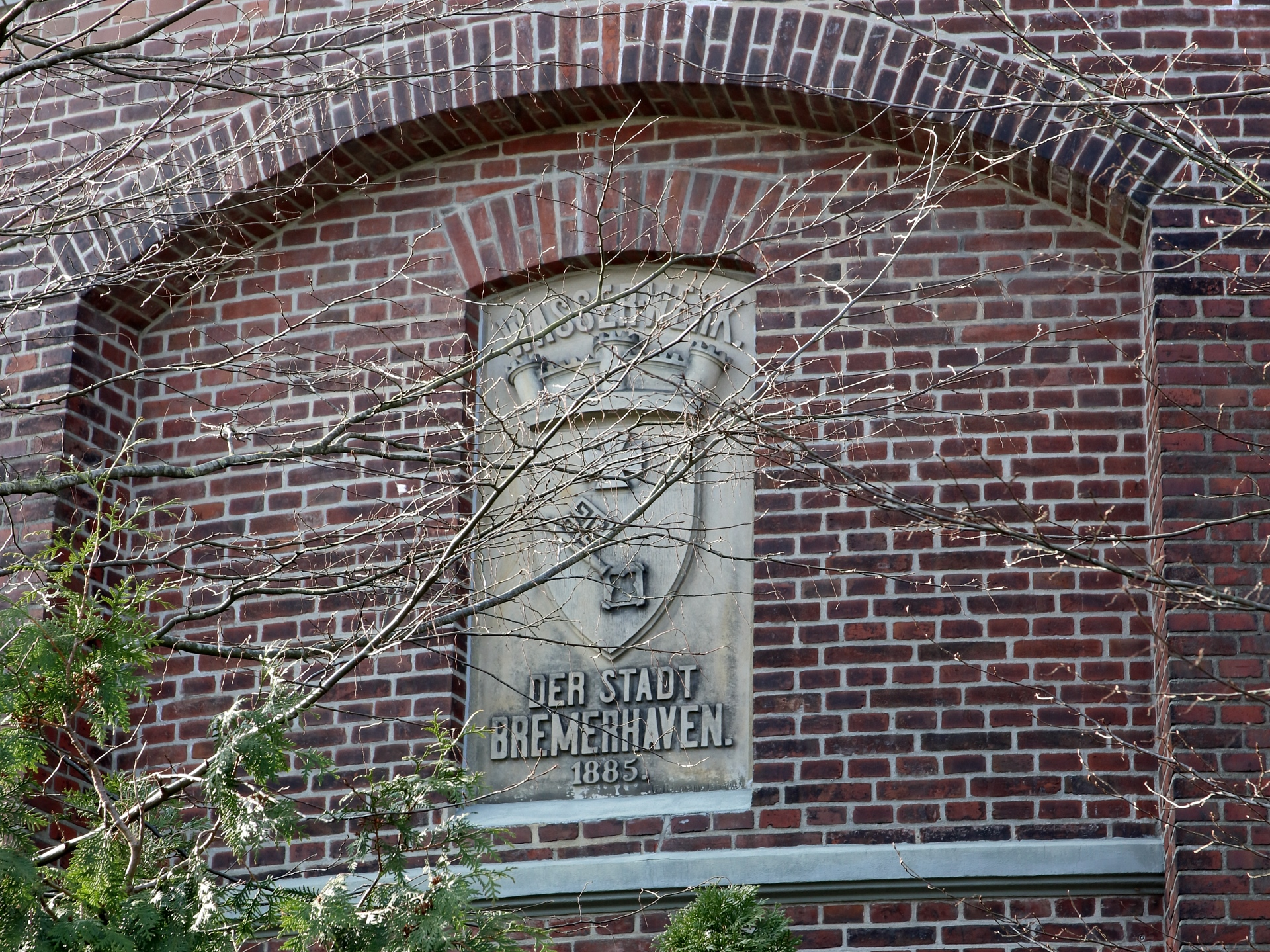
Bremerhavener Wappen und Inschrift am Wasserturm in Lehe

Erbaut wurde der Turm im Zuge des Ausbaus der Trinkwasserversorgung der Stadt Bremerhaven. Das dazugehörige Wasserwerk entstand im noch weiter nördlich gelegenen Langen, heute Stadt Geestland. Der Wasserturm wurde von der Stadt Bremerhaven in Lehe, dem nördlichen Nachbarort Bremerhavens, errichtet. Die zwei Etagen im Ständerteil des Turms dienten nach dem Zweiten Weltkrieg als Behelfsunterkunft. 1992 wurde der Wasserturm saniert und ein neues Dach installiert. 1996 stellten die Stadtwerke Bremen den Betrieb des Wasserturms ein. Der Unterhalt des Turms kostete 20.000 Euro jährlich. Der Versuch, den Wasserturm in eine Diskothek umzunutzen, scheiterte an Sicherheitsauflagen der Baubehörde. Ab 2003 wurde das Gebäude zum Verkauf angeboten. 2005 ging der Turm in Privatbesitz über. 1997 blieben Bestrebungen, den Turm unter Denkmalschutz zu stellen, erfolglos.